# Katastrofa lotu USAir 1016

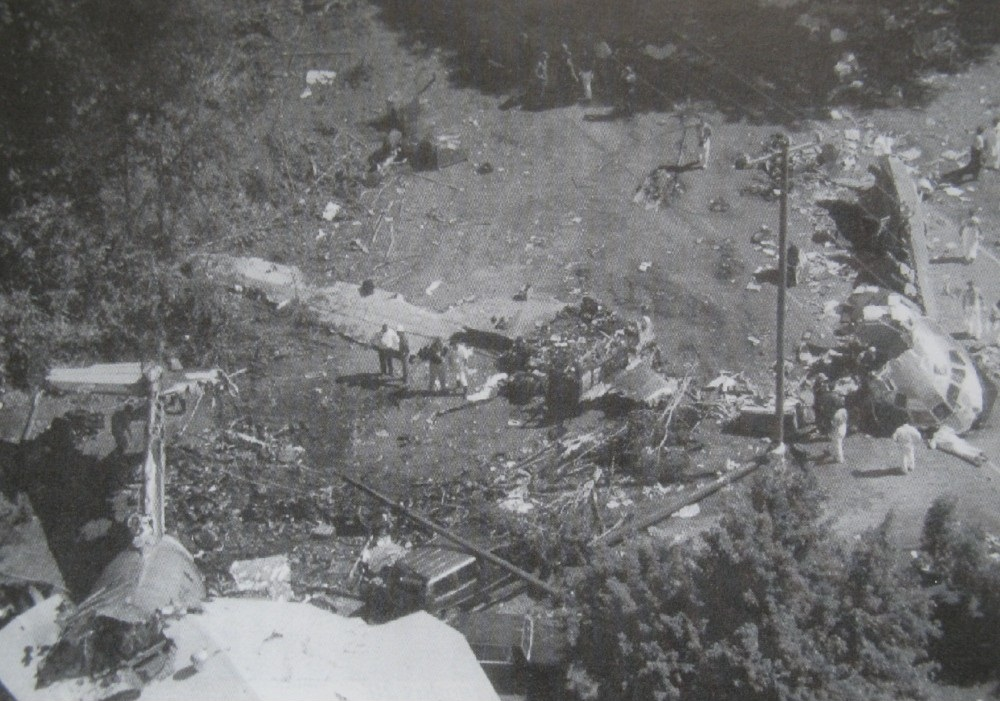
Szczątki samolotu

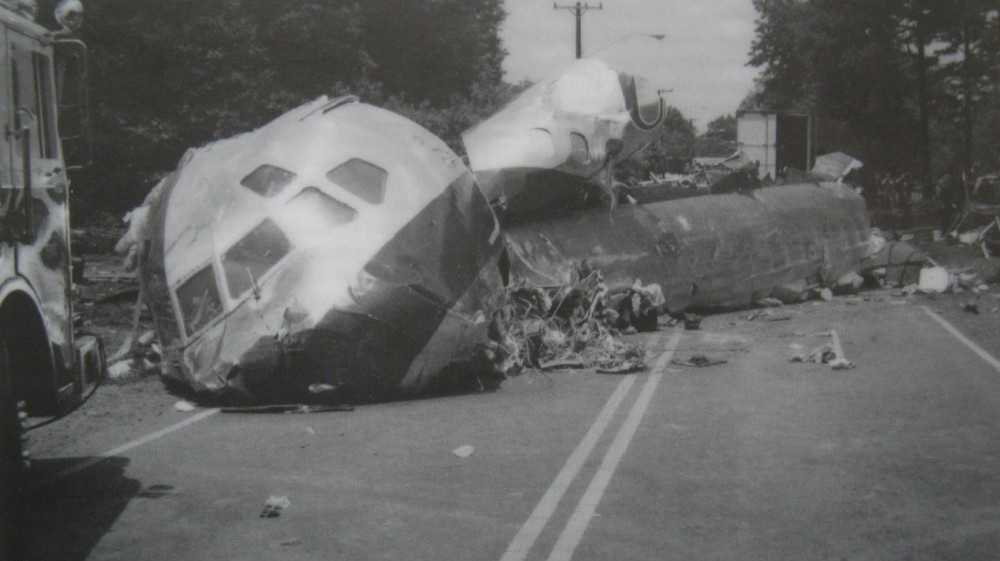
Dziób samolotu po katastrofie

Katastrofa lotu USAir 1016 – katastrofa lotnicza, która wydarzyła się 2 lipca 1994 roku. Zdarzenie nastąpiło podczas burzy, przy drugim podejściu do lądowania. Katastrofa spowodowała śmierć 37 osób.

## Lot

### Przebieg lotu
W sobotę, 2 lipca 1994 r., McDonnell Douglas DC-9, zarejestrowany jako N954VJ, wyleciał z międzynarodowego lotniska w Columbii (Kar. Poł.) o 18:15 na 35-minutowy lot do międzynarodowego lotniska Charlotte/Douglas. Załoga składała się z kapitana Michaela Russella Greenlee (38 l.), pierwszego oficera Jamesa Phillipa „Phila” Hayesa (41 l.) oraz trójki stewardów/stewardes. Na pokładzie było 52 pasażerów (w tym dwoje niemowląt).  Lot przebiegał bez zakłóceń aż do podejścia, gdzie w pobliżu lotniska znajdowało się kilka silnych burz. O 18:38 kontroler zezwolił lotu 1016 na podejście według przyrządów (ILS) do pasa startowego 18R (obecnie 18C), a o 18:39 dał załodze pozwolenie na lądowanie. Kapitan Greenlee poprosił kontrolera o raport pogodowy z samolotu przed lotem 1016, Fokkerem 100, który właśnie wylądował na 18R.  Wieża poinformowała lot 1016, że pilot Fokkera poinformował o „płynnej żegludze”. W wywiadach po wypadku pasażerowie i stewardzi/stewardesy powiedzieli NTSB, że lot wydawał się normalny, dopóki samolot nie wpadł w ulewny deszcz podczas końcowego podejścia.
O 18:40 kontroler z wieży wysłał ostrzeżenie o uskoku wiatru do wszystkich samolotów, ale na innej częstotliwości radiowej niż ta używana przez lot 1016. Mniej więcej minutę później, gdy lot 1016 zbliżał się do pasa, kapitan zdając sobie sprawę, że jego samolot znajduje się w poważnej sytuacji, próbował przerwać lądowanie, mówiąc pierwszemu oficerowi, aby „ominął pas i skręcił w prawo”. Wieża potwierdziła nieudane podejście i zezwoliła lotowi 1016 na wzniesienie się na 3000 stóp (910 m). Samolot miał trudności z wznoszeniem się w trudnych warunkach pogodowych, skręcił w prawo i szybko opadł. Załoga desperacko próbowała utrzymać samolot spadający w stronę ziemi. Później ustalono, że system ostrzegania o uskoku wiatru nie ostrzegał załogi czerwonym wskaźnikiem i ostrzeżeniem dźwiękowym z powodu błędu w oprogramowaniu.

### Wypadek
O 18:42 DC-9 rozbił się na polu, około 800 m od progu pasa startowego 18R.  Następnie uderzył w kilka drzew, a na końcu w rezydencję mieszkalną, która znajdowała się na granicy lotniska. Spośród 52 pasażerów 37 zmarło. Dodatkowo 14 pasażerów odniosło poważne obrażenia, a jeden odniósł drobne obrażenia.
Spośród pięciu członków załogi obaj piloci odnieśli drobne obrażenia, dwójka stewardów/stewardes została poważnie ranna, pozostały członek załogi doznał niewielkich obrażeń. Nikt na ziemi nie został ranny.

## Dochodzenie
NTSB natychmiast wysłało zespół dochodzeniowy, który odzyskał czarne skrzynki z wraku samolotu. Po długim dochodzeniu NTSB doszła do wniosku, że prawdopodobną przyczyną wypadku był mikrowybuch wytworzony przez burzę nad lotniskiem w momencie katastrofy. NTSB wymieniła następujące czynniki, które przyczyniły się do wypadku:
1. Decyzja załogi o kontynuowaniu podejścia do lądowania w obszarze, w którym istniało prawdopodobieństwo wystąpienia mikrowybuchu,
2. Niezdolność załogi do szybkiego rozpoznania uskoku wiatru,
3. Brak terminowego przekazania załodze lotu 1016 przez kontrolę ruchu lotniczego informacji o pogodzie.